# New Year (ópera)
New Year (Año Nuevo) es una ópera en tres actos con música de Michael Tippett y libreto del compositor. Se estrenó el 27 de octubre de 1989 en la Ópera de Houston y producida por Peter Hall.

## Personajes
| Personaje                   | Tesitura              | Reparto del estreno, 27 de octubre de 1989 (Director de orquesta: - John DeMain) |
| --------------------------- | --------------------- | -------------------------------------------------------------------------------- |
| Jo Ann, psicóloga de niños  | soprano lírica        | Helen Field                                                                      |
| Donny, su joven hermano     | barítono              | Krister St. Hill                                                                 |
| Nan, su madre cuarentona    | mezzosoprano          | Jane Shaulis                                                                     |
| Merlin, el ordenador mágico | barítono              | James Maddalena                                                                  |
| Pelegrin, el cosmonauta     | tenor                 | Peter Kazaras                                                                    |
| Regan, su chef              | soprano               | Richetta Manager                                                                 |
| El presentador              | cantante al micrófono | John Schiappa                                                                    |